# 阿布都热依穆·乌提库尔
阿布都熱依穆·烏提庫爾（维吾尔语：ئابدۇرېھىم تىلەشۈف ئۆتكۈر，拉丁维文：Abdurëhim Tileshüf Ötkür，1923年5月—1995年11月），著名維吾爾族詩人及作家。
出生於哈密，幼時先後在哈密、阿克蘇及烏魯木齊等地學習，並在1942年畢業於新疆學院。畢業后在阿尔泰月刊（Altay Geziti）擔任編輯至1949年。1949年至1980年間從事維吾爾語、漢語、俄語和英語的翻譯工作。1980年後，他一直擔任新疆社會科學院文學研究所高級研究員，并于1988年任《福樂智慧》研究協會副主席。期間，參加了《突厥語大辭典》及《福樂智慧》的整理出版工程。

## 作品
烏提庫爾首次發表詩歌是在1940年。他的詩歌《心愁》和《塔里木河沿》在當時非常著名。他最後兩部小說，《足跡》和《覺醒大地》三部曲，都是維吾爾小說中非常著名的。
- 《心愁》（詩歌），蘭州：1946.
- 《塔里木河沿》（詩歌），天山出版社，1948.
- 《喀什噶爾之夜》（長詩），烏魯木齊：新疆人民出版社，1980.（漢譯本于1988年發行）
- 《足跡》（小說），烏魯木齊：新疆人民出版社，1985.
- 《覺醒大地》（小說，三部曲），1989.
- 《人生里程》（詩集），1989.